# Ma belle, la série
Ma belle, la série est une mini-série télévisée gabonaise créée par Ghis MIIHI MI MAMBOUNDOU[Qui ?] et Jérémie Tchoua , avec Vylda Moukanda Mombo et Minkue Clemencia pour le studio Franchement Intertainment.

## Synopsis
L'histoire de deux amies Anna et Vylda dans leur quotidien d'adolescentes.

## Distribution
- Anna Minkue Clémencia : Anna
- Vylda Moukanda Mombo : Vylda
- Luis Andrew Okoue Ella : Josh

## Fiche technique
- Titre : Ma belle, la série
- Réalisation : Ghis MIIHI MI MAMBOUNDOU
- Scénario : Ghis MIIHI MI MAMBOUNDOU
- Production : Franchement Intertainment
- Pays d'origine : Gabon
- Langue originale : français
- Genre : Comédie
- Diffusion originale :
- Chaîne d'origine :
- Durée : 03 minutes par épisode
- Directeur de la photographie : Fidèle Evouna Ella
- Ingénieur Son : Mélina Bissouer Ndong

## Épisodes

### Saison 1
1. La Chorégraphie (20 mars 2025)
2. Même pas peur (20 mars 2025)
3. Le dimanche n'est pas fait pour laver le linge (20 mars 2025)

1. ↑  Grégory, « Libreville : «O’Balango» de Jérémie Tchoua bientôt sur Gabon 1ère », gabonmediatime.com, 31 janvier 2025 (consulté le 22 avril 2025)
2. ↑  Grégory, « “Ma Belle, la série” : Une plongée authentique dans l’adolescence gabonaise », novelastvclubafrique.wordpress.com, 31 janvier 2025 (consulté le 22 avril 2025)